# MicroFinance Network
La MicroFinance Network (MFN), Rete di MicroFinanza in italiano, è una associazione internazionale di istituti bancari specializzati nel microcredito. Nata nel 1993 in Bolivia su iniziativa della BancoSol, oggi ha sede a Washington.
I membri dell'MFN credono nella sostenibilità di istituti finanziari anche con una clientela da altri ignorata perché valutata insolvibile e sono tutti impegnati nel miglioramento della qualità della vita dei poveri attraverso l'erogazione di microcrediti, la gestione del risparmio ed altri servizi finanziari.
Scopo dell'MFN è di facilitare il flusso di informazioni e lo scambio di esperienze tra i suoi membri e, quando le condizioni locali lo permettono, incoraggia i suoi membri a diventare delle istituzioni finanziarie riconosciute dagli stati dove operano.
I membri dell'MFN sono divisi in 3 categorie:
- istituti finanziari riconosciuti che erogano microcrediti (la gran parte),
- organizzazioni non governative,
- istituzioni che forniscono supporto tecnico.

## Istituzioni finanziarie che erogano microcrediti

### Africa
- Kenya
  - Equity Bank
  - K-Rep Bank
- Mali
  - Kafo Jiginew
- Sudafrica
  - Teba Bank
- Uganda
  - Centenary Rural Development Bank  Archiviato il 19 dicembre 2005 in Internet Archive.
  - Uganda Micro Finance Ltd

### Americhe
- Bolivia
  - BancoSol 
  - Banco Los Andes ProCredit 
  - PRODEM FFP
- Cile
  - Banco del Desarrollo [collegamento interrotto]
- Colombia
  - Cooperativa Emprender
  - FINAMERICA
- Haiti
  - SogeSol
- Messico
  - Compartamos
- Perù
  - Mibanco
- Repubblica Dominicana
  - Banco ADEMI

### Asia
- India
  - Share Microfin Limited
  - SKS
- Indonesia
  - BRI Unit Desa
- Kirghizistan
  - FINCA Microcredit Company
- Mongolia
  - XacBank
- Pakistan
  - First MicroFinance Bank

### Europa
- Bosnia ed Erzegovina
  - PRIZMA

## Organizzazioni non governative
- Egitto
  - ABA
- Marocco
  - Al Amana
- Bangladesh
  - ASA
  - BRAC
- Georgia
  - Constanta Foundation
- Nicaragua
  - FAMA
- Polonia
  - Fundusz Mikro
- Armenia
  - MDF-Kamurj
- Benin
  - PADME
- Tanzania
  - PRIDE Tanzania
- Filippine
  - TSPI

## Istituzioni che forniscono supporto tecnico
- Stati Uniti d'America
  - ACCION International
  - Citigroup
  - WOCCU
- Canada
  - Calmeadow